# Helligåndskirken (Aarhus)
|  | Denne artikel omhandler Helligåndskirken i Aarhus. For andre kirker med dette navn, se Helligåndskirken. |
Helligåndskirken er en kirke i Helligånds Sogn i Herredsvang i Aarhus V.

## Historie
Kirken blev opført i 1984 og afløste en vandrekirke, der blev bygget i 1973. Pga. stigende aktiviteter gennem årene blev vandrekirken, med plads til 85 kirkegængere, hurtigt for lille, og derfor byggede man Helligåndskirken som afløser. Kirken er tegnet af arkitekten Hans Knudsen fra Sahls tegnestue.

## Interiør
I kirkerummet er der i alt 220 siddepladser. Stolene er opstillet som i et amfiteater, hvor alle har frit udsyn til prædikestol, døbefont og alter. Takket være de skråtliggende vinduer i nicherne og i loftkonstruktionen fremstår kirkerummet ganske lyst. I nicherne findes figentræer og fredsliljer. De giver en særlig atmosfære i samspillet med vindueslyset.
Kunstneren Tue Poulsen har udsmykket alteret med et 8 meter højt og 14 meter bredt Livets Træ med en mængde kors i dets venstre side og symboler for Gud som skaberen i dets højre. Midt på træet er en duevinge afbildet som et symbol på Helligånden. Derudover indeholder alterudsmykningen en række andre symboler i relation til Livets Træ.

## Logo
Helligåndskirkens logo er tegnet af Clara Kjærulf og forestiller en række cirkler som ringe i vandet, hvorfra Evangeliets budskab bredes ud til en række kors, der symboliserer alle verdenshjørnerne. Logoet hænger på den kirkemur, der vender ud mod Herredsvej.

## Eksterne kilder og henvisninger
- Wikimedia Commons har flere filer relateret til Helligåndskirken (Aarhus)
- Helligåndskirken hos KortTilKirken.dk